# Чаклун (фільм, 1977)
Чаклун (англ. Sorcerer) — американський пригодницьки бойовик 1977 року.

## Сюжет
Четверо чоловіків знаходяться в одній з країн Латинської Америки і з різних причин не можуть повернутися додому. Одна нафтова компанія шукає водіїв, згодних перевезти на вантажівках вибухонебезпечний нітрогліцерин. Винагорода 10 тисяч доларів, а чоловікам нічого втрачати і вони погоджуються на виконання завдання. Щоб доставити небезпечний вантаж їм треба проїхати 200 миль дороги, де за кожним поворотом підстерігає небезпека.

## У ролях
| Актор               | Роль                            |
| ------------------- | ------------------------------- |
| Рой Шайдер          | Джекі Скенлон - «Хуан Домінгес» |
| Бруно Кремер        | Віктор Манзон - «Серрано»       |
| Франциско Рабаль    | Ніло                            |
| Аміду               | Касем - «Мартінес»              |
| Рамон Бієр          | Корлетте                        |
| Пітер Кепелл        | Лартігу                         |
| Карл Джон           | «Маркес»                        |
| Фрідріх фон Ледебур | «Карлос»                        |
| Чіко Мартінес       | Боббі Дель Ріос                 |
| Джо Спінелл         | Спайдер                         |
| Росаріо Алмонтес    | Агріппа                         |
| Річард Голлі        | Біллі Вайт                      |
| Анн-Марі Дешодт     | Бланш                           |
| Жан-Люк Бідо        | Паскаль                         |
| Жак Франсуа         | Лефевр                          |
| Андре Фалькон       | Гійо                            |
| Джерард Мерфі       | Доннеллі                        |
| Десмонд Крофтон     | Бойл                            |
| Генрі Даймонд       | Мюррей                          |
| Рей Діттріх         | Бен                             |
| Френк Джіо          | Марті                           |
| Ренді Юргенсен      | Вінні                           |
| Космо Аллегретті    | Карло Річчі                     |

## Цікаві факти
- Картина являє собою англомовний ремейк франко-італійської стрічки Анрі-Жорж Клузо 1953 «Плата за страх», знятої за романом Жорж Арно. Спочатку передбачалося, що так само буде називатися і нова кіноверсія, але її режисер Вільям Фрідкін зволів іншу назву, яка, на його думку, символізує злий рок.
- Фрідкін хотів, щоб головну роль виконав Стів Макквін. Макквін був готовий прийняти цю пропозицію, але тільки за умови, що в картині буде зніматися і Елі Макгро, яка в ті часи була його дружиною. Фрідкін на це не пішов, і тоді Макквін відмовився від участі в проекті. Пізніше Фрідкін пошкодував, що не виконав вимоги Макквіна.
- На головну роль запрошувалися Клінт Іствуд і Джек Ніколсон, однак ні той, ні інший не захотів здійснювати далекі поїздки (деякі зйомки проходили в Парижі і Єрусалимі, в Мексиці та Домініканській Республіці). Вибір Роя Шайдеров, з яким Фрідкін до цього працював у «Французькому зв'язковому», був, за словами режисера, найбільшою помилкою в його кар'єрі. Шайдер, як сказав Фрідкін, — хороший актор, але він не зірка, оскільки кожен фільм для нього — це всього лише чергова робота. Актор Аміду, який зіграв араба Кассема, виявився єдиним, кого затвердили відразу ж, позбавивши від конкуренції з іншими акторами. Решту ж вибрали тільки після того, як переглянули від чотирьох до шести кандидатів на кожну роль.
- Музиканти німецького ансамблю Tangerine Dream написали музику до фільму, не бачачи його і маючи в своєму розпорядженні тільки сценарій.
- Оператору Діку Бушу було дуже важко працювати з Фрідкіним через його неймовірну вимогливості. Відзнявши половину картини, Буш пішов з проекту. Його замінив оператор допоміжної знімальної групи Джон Стівенс. У титрах значаться і Буш, і Стівенс. Спочатку Фрідкін мав намір зняти тільки один пролог, присвячений головному герою Джекі Скенлону. Але потім і він, і сценарист Волон Грін прийшли до висновку, що в цьому випадку глядачам відразу стане зрозуміло, хто з персонажів залишиться в живих. Тому було вирішено зняти чотири різних прологи. У зарубіжних прокатних версіях картини прологи або вирізалися, або скорочувалися, або переставлялися в інші місця вже як «флешбеки».
- Сцена пограбування церкви, що фігурує в одному з прологів, заснована на реальних подіях, що відбулися в трьох кварталах від того місця, де вона знімалася. Учасник того злочину Джерард Мерфі згодом став актором і отримав в «Чаклуні» роль ватажка грабіжників.
- Фрідкін хотів, щоб автокатастрофа, яка відбувається в пролозі, виглядала якомога реалістичніше. У підсумку було розбито дванадцять автомобілів, перш ніж сцена вийшла такою, якою вона уявлялася режисерові.
- Мотузковий міст, спеціально споруджений для зйомок, являв собою досить складну конструкцію з безліччю пристосувань, що забезпечують безпеку, і гідравлічними підйомниками, що дозволяли його рухати. Споруда моста обійшлася в мільйон доларів. Однак незабаром після завершення будівництва річка в Домініканській Республіці, на якій цей міст був споруджений, повністю висохла (це, до речі, сталося вперше в історії). У підсумку міст довелося розібрати і знову спорудити його вже в Мексиці. На це витратили ще один мільйон доларів. За якимось містичним збігом і там колись бурхлива річка теж почала стрімко висихати. Членам знімальної групи довелося цілодобово охороняти об'єкт, оскільки забобонні місцеві жителі погрожували підірвати міст, так як були переконані в тому, що саме він став причиною того, що річка обміліла. До початку зйомок річка стала зовсім дрібною і виглядала недостатньо загрозливо. Однак у творців фільму вже не було ні часу, ні грошей, щоб перенести зйомки в інше місце. І тоді Фрідкін розпорядився пустити в хід вертольоти, вітродуви і гігантські шланги, щоб створити сильну течію і зливу. Міст же виявився настільки нестійким, що, незважаючи на всі запобіжні заходи, вантажівка (найчастіше з актором, який перебував у кабіні) під час репетицій і зйомок п'ять разів зісковзувала в річку. Через це зйомки епізоду на мосту зайняли три місяці. Фрідкін якось зауважив, що це найважча сцена, яку він коли-небудь знімав.
- Зйомки в джунглях дуже часто доводилося відкладати, одного разу — через ураган, який повністю знищив знімальний майданчик. В результаті чого початковий бюджет, що становив 15 мільйонів доларів, виріс до 22 мільйонів.
- На озвучуванні звукооператор додав в рев мотора вантажівки «Чаклун» тигровий рик, а в шум двигуна вантажівки «Лазаро» — гарчання ягуара. Крім того, подекуди скрип мотузкового моста підміняють звуки альта.

## Саундтрек
| Список треків | Список треків               | Список треків |
| #             | Назва                       | Тривалість    |
| ------------- | --------------------------- | ------------- |
| 1.            | «Main Title»                | 5:31          |
| 2.            | «Search»                    | 2:55          |
| 3.            | «The Call»                  | 2:00          |
| 4.            | «Creation»                  | 5:02          |
| 5.            | «Vengeance»                 | 5:35          |
| 6.            | «The Journey»               | 2:00          |
| 7.            | «Grind»                     | 2:51          |
| 8.            | «Rain Forest»               | 2:36          |
| 9.            | «Abyss»                     | 7:11          |
| 10.           | «The Mountain Road»         | 1:56          |
| 11.           | «Impressions Of Sorcerer»   | 2:56          |
| 12.           | «Betrayal (Sorcerer Theme)» | 3:43          |
| 44:16         |                             |               |